# Hafizullah Qadami
Hafizullah Qadami (* 20. Februar 1985 in Kabul) ist ein ehemaliger afghanischer Fußballspieler auf der Position eines Stürmers. Er war für die afghanischen Fußballnationalmannschaft und beim FC Ferozi aktiv.

## Karriere

### Verein
Seine Vereinskarriere verbrachte Qadami bisher in seiner afghanischen Heimat, jedoch geben die Quellen zu seiner Karriere vor 2003 keine Auskunft. 2003 stand er im Kader von FC Kabul Bank in der semiprofessionellen Kabul Premier League. Mit den Hauptstadtverein gewann er in der Saison 2009 seinen ersten afghanischen Meistertitel der im darauf folgenden Jahr verteidigt werden konnte. Über den weiteren Verlauf seiner Karriere nach 2010 und den Zeitpunkt seines Rücktritts vom aktiven Fußball geben die Quellen keine Informationen.

### Nationalmannschaft
Sein Debüt für die Afghanische Fußballnationalmannschaft gab Qadami am 11. Dezember 2005, im Rahmen der Südasienmeisterschaft 2005, gegen die Auswahl von Sri Lanka (2:1). In dieser Partie erzielte er in der 35. Minute auch sein erstes Länderspieltor. Ein Jahr später erzielte er im Freundschaftsspiel gegen die Mannschaft aus Taiwan (2:2) beide Tore für Afghanistan. Zudem nahm er an Qualifikationsspielen zum AFC Challenge Cup 2008 teil und qualifizierte sich mit der Mannschaft zur Endrunde des Turniers in Indien, wo er alle drei Partien gegen Turkmenistan (0:5), Tadschikistan (0:4) und Gastgeber Indien (1:0). Seinen letzten Einsatz im Trikot der Nationalmannschaft bestritt Qadami, in Rahmen der Südasienmeisterschaft 2009 in Bangladesch, am 9. Dezember 2009 gegen die Auswahl von Nepal.

### Erfolge
Verein
- Kabul Premier League: 2009, 2010